# Colossal Order
Colossal Order es una compañía desarrolladora de videojuegos conocida por sus creaciones Cities in Motion y Cities: Skylines, series de construcción y gestión de ciudades.

## Videojuegos
- Cities in Motion (2011)[1][4][5]
- Cities in Motion 2 (2013)[2][4][6]
- Cities: Skylines (2015)[3][7]
- Cities: Skylines II (2023)[8][9]